# Jeanne Shaheen
Jeanne Shaheen (nascida em 28 de janeiro de 1947) é uma professora e política americana, membro do Partido Democrata. Shaheen foi eleita a primeira mulher governadora do estado.

## Vida pessoal
Shaheen é casada com o advogado e político Bill Shaheen, com quem tem três filhos. É formada em magistério pela Universidade do Mississippi.

## Senadora dos Estados Unidos
Em 6 de janeiro de 2009, Shaheen foi empossado no Senado dos Estados Unidos.
Em junho de 2009, Shaheen patrocinado e votou a favor Lei de Controle ao Tabaco, dando a Food and Drug Administration o poder de regular a indústria do tabaco. A lei obriga as empresas a revelar todos os ingredientes utilizados na fabricação de cigarros.
Também em 2009, Shaheen e a senadora Susan Collins (R-Maine) juntaram-se para a aprovação da lei do Medicare bipartidário transitórias Care Act. A lei foi aprovada em 2010.
Na sequência do derrame de petróleo no Golfo do México em 2010, Shaheen enviou uma proposta a abolição da Minerals Management Service, a agência do governo encarregada pela extração de petróleo no Golfo do México, argumentando que a reforma tinha sido insuficiente e que uma nova agência deveria ser criada.